# Ueli Studer
Ueli Studer (* 19. März 1953 in Köniz-Liebefeld) ist ein Schweizer Politiker (SVP). Er ist seit 2010 Grossrat des Kantons Bern und seit dem 1. Januar 2014 Gemeindepräsident von Köniz, der viertgrössten Gemeinde des Kantons Bern.

## Leben
Ueli Studer hat in Köniz die Schule besucht und danach eine Ausbildung zum Maler abgeschlossen. Er machte sich in diesem Bereich selbständig und führte ein eigenes Malergeschäft. Neben der Politik war er ehrenamtlich in der Feuerwehr tätig.

## Politischer Werdegang

### Kommunalpolitik
Studer durchlief praktisch alle Stufen der Könizer Kommunalpolitik. Er war zum Beispiel Präsident der Schulkommission, Präsident der SVP-Sektion Köniz, Mitglied des Grossen Gemeinderates (GGR), des Gemeindeparlaments von Köniz, und schliesslich Präsident der Geschäftsprüfungskommission des GGR. 2003 wurde er in den fünfköpfigen Gemeinderat, die Exekutive der Gemeinde Köniz, gewählt. 2013 schaffte er im zweiten Wahlgang die Wahl zum Gemeindepräsidenten. Studer lag bereits im ersten Wahlgang am 24. November 2013 mit 41,4 Prozent der Stimmen auf dem ersten Platz, verpasste jedoch das in Köniz nötige absolute Mehr. Im zweiten Wahlgang am 15. Dezember 2013 erhielt Studer 56,2 Prozent der Stimmen und siegte so gegen seine Gegenkandidatin, die Grossrätin und Gemeinderätin Rita Haudenschild (GPS).

### Kantonale Politik
2010 wurde Ueli Studer für die SVP im Wahlkreis Mittelland-Süd in den Grossen Rat (Kantonsparlament) gewählt. Studer kandidierte auf der Liste SVP West, die bei einem Wähleranteil von 17,6 Prozent 4 der 20 Sitze des Wahlkreises Mitteland-Süd erringen konnte (die SVP erreichte im Wahlkreis insgesamt 26,5 Prozent der Stimmen, da sie mit zwei Listen, SVP West und SVP Ost, angetreten war). Ueli Studer konnte sich direkt hinter dem einzigen Bisherigen der Liste platzieren und wurde problemlos gewählt.